# River Queen
River Queen es una película dramática de guerra neozelandesa-británica de 2005 escrita y dirigida por Vincent Ward y protagonizada por Samantha Morton, Kiefer Sutherland, Cliff Curtis, Temuera Morrison y Stephen Rea. La película abrió con reseñas mixtas, pero tuvo un buen desempeño en la taquilla en Nueva Zelanda.

## Reparto
- Samantha Morton como Sarah O'Brien[5]
- Kiefer Sutherland como Doyle
- Cliff Curtis como Wiremu
- Temuera Morrison como Te Kai Po
- Stephen Rea como Francisco
- Anton Lesser como el mayor Baine
- Rawiri Pene como el hijo de Sarah
- Danielle Cormack como Viola
- Shavaughn Ruakere como la esposa del jefe tribal maorí

## Producción
Vincent Ward inicialmente le ofreció a Sam Neill el papel principal, pero él se negó.
El director Vincent Ward fue despedido de la película hacia el final del rodaje para ser reemplazado por el director de fotografía Alun Bollinger y luego, en un cambio inusual, fue recontratado apenas unas semanas después para seis meses de edición y rodaje adicional tanto en Nueva Zelanda como en Inglaterra. El rodaje principal se realizó en el Río Whanganui.
La película presenta la canción "Danny Boy" cantada en maorí e inglés. La película está ambientada en 1868 y la letra de "Danny Boy" fue escrita en 1910 y adaptada a la melodía tradicional irlandesa "Londonderry Air". Es posible que la melodía fuera conocida en Nueva Zelanda en ese momento, pero tuvieron que pasar otros 42 años antes de que Frederick Weatherly escribiera la letra.